# Der Zauberer von Lublin
Der Zauberer von Lublin (jiddisch: Der Kunznmacher fun Lublin) ist ein Roman von Isaac Bashevis Singer, der erstmals im Jahr 1960 veröffentlicht wurde. Im Jahre 1979 hat Menahem Golan den Roman verfilmt.

## Inhalt
Jascha Masur ist Akrobat, Zauber- und Liebeskünstler in Polen des späten 19. Jahrhunderts. Er zieht von Ort zu Ort und von Abenteuer zu Abenteuer und demonstriert seine magischen und artistischen Talente. Bei Gelegenheit bricht er Frauenherzen und versucht dem jüdischen Glauben seiner Väter zu entfliehen. Yascha Masur will nach seinem eigenen Gesetz leben. Der Roman ist von der Ironie des Autors geprägt, es begegnen sich hier jüdische Tradition und literarische Moderne.